# Giuseppe calato nel pozzo
Giuseppe calato nel pozzo è un affresco (300x300 cm) attribuito al Maestro di Isacco (forse il giovane Giotto?), databile al 1291-1295 circa e situato nella fascia superiore della parete destra della Basilica superiore di Assisi.

## Descrizione e stile
La scena, nella quarta campata, fa parte delle scene dell'Antico Testamento del registro superiore della parete destra. Posta subito dopo le celebri Storie di Isacco, che danno il nome all'emblematico Maestro di Isacco, è in un cattivo stato di conservazione, che impedisce una piena lettura della scena. A rigor di logica dovrebbe comunque trattarsi della scena di Giuseppe calato nel pozzo dai fratelli e poi venduto a dei mercanti (Genesi, 37). Nel gruppo di sinistra si vendono infatti il gruppo presumibile dei fratelli di Giuseppe che per gelosia gli toglie la veste colorata donata dal padre. Dopo averlo calato in una cisterna senz'acqua (a destra), si pentono e decidono di sbarazzarsi di lui vendendolo a dei mercanti (a sinistra), dopo averlo prelevato dal pozzo (a destra).
La complessa orchestrazione delle scene, l'attenzione alla luce e la nuova sensibilità alla disposizione spaziale ne fanno una probabile opera del giovane Giotto.

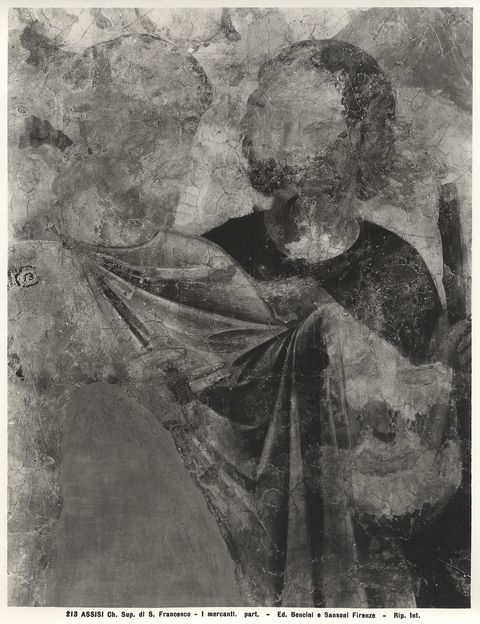
Dettaglio
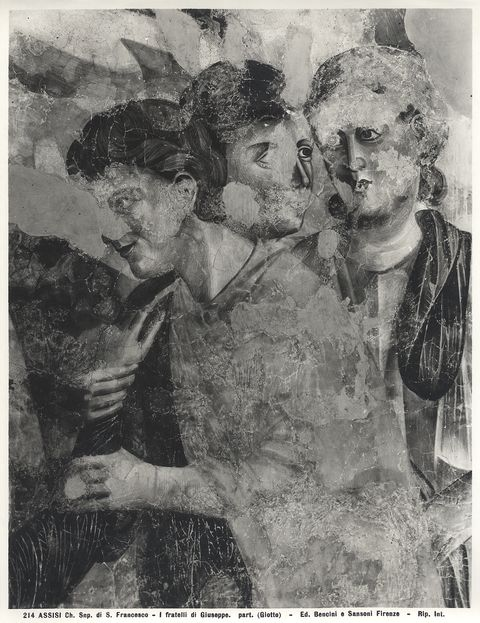
Dettaglio